# Traces de pas d'Eve

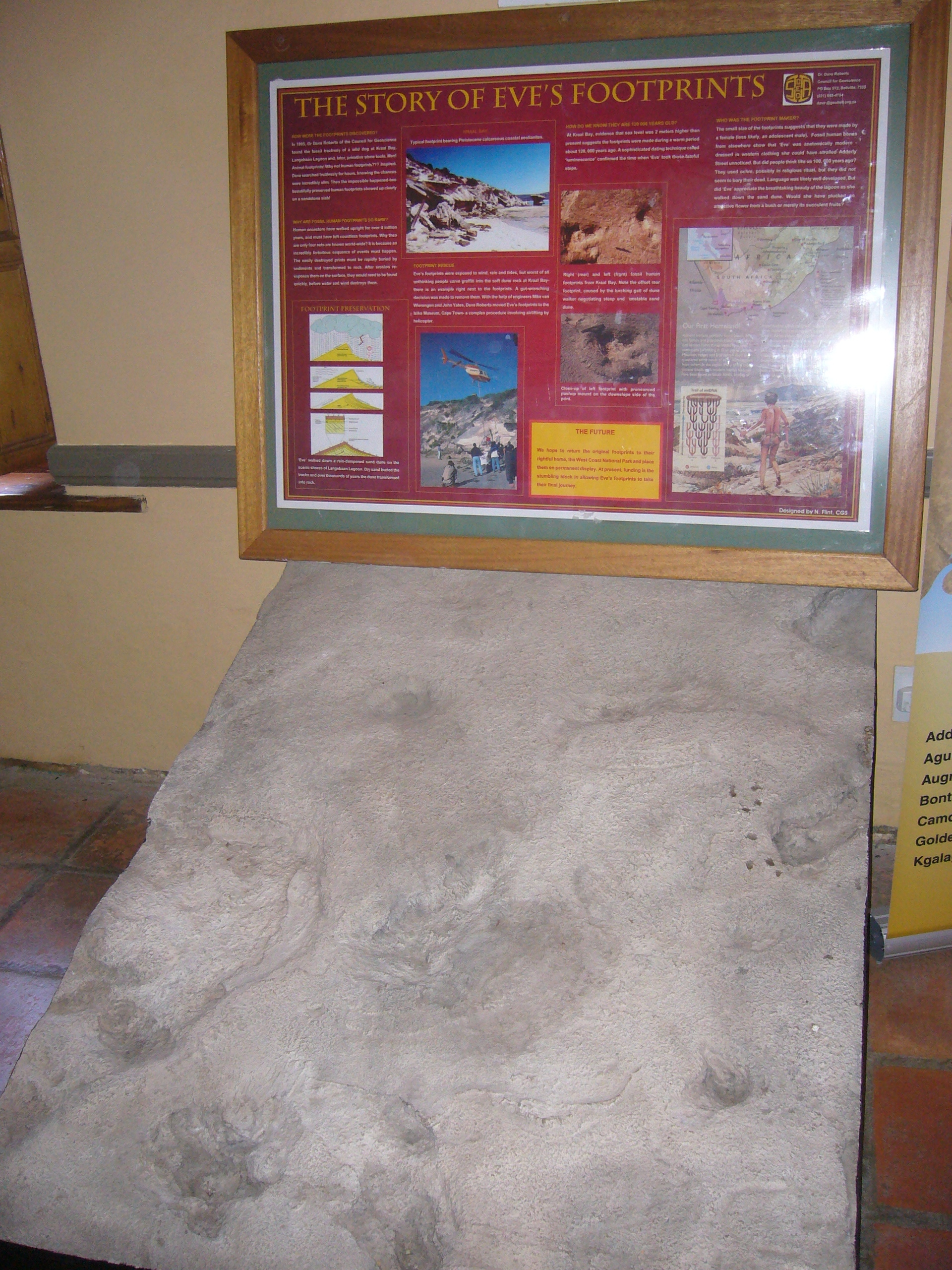
Moulage des traces de pas d'Ève au Geelbek visitors centre, Parc national de la Côte Ouest, Cap-Occidental, Afrique du Sud

Les traces de pas d'Ève sont le nom donné par leurs découvreurs à un ensemble d'empreintes de pied fossilisées découvertes en 1995 sur la plage du Langebaan Lagoon, dans le Parc national de la Côte Ouest, en Afrique du Sud. Ces empreintes ont été attribuées par leurs découvreurs à une femme de l'espèce Homo sapiens. Elles sont datées de 117 000 ans, ce qui ferait d'elles les plus vieilles empreintes de pas connues d'Homo sapiens.

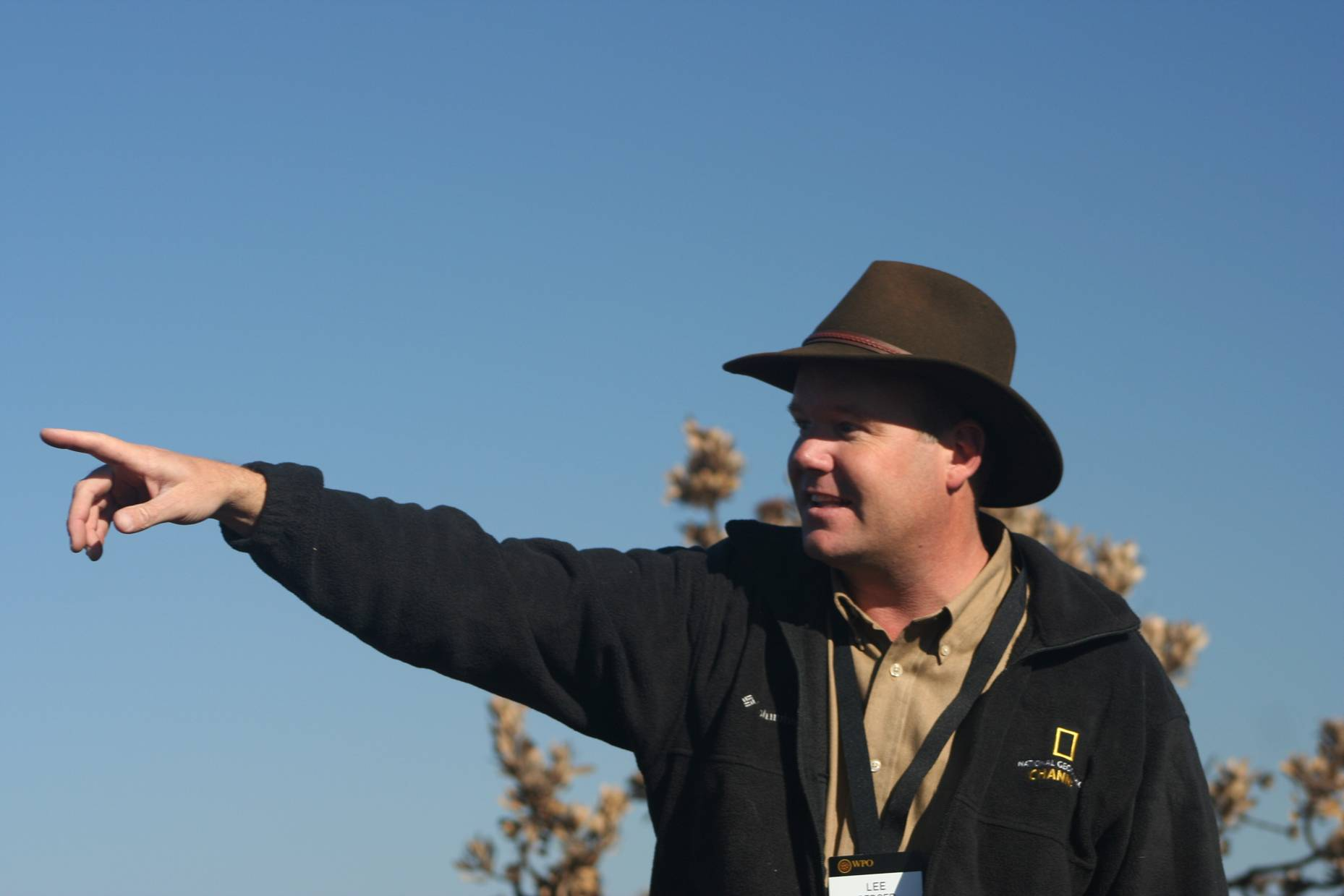
Lee Rogers Berger, paléoanthropologue

## Historique
Les trois empreintes de pas ont été découvertes en 1995 par le géologue David Roberts, membre du Council for Geoscience. L'annonce de la découverte a été faite à la presse en 1997, conjointement avec le paléoanthropologue Lee Rogers Berger, de l'université du Witwatersrand (Johannesbourg), à la National Geographic Society, à Washington (district de Columbia). La découverte a été publiée en août 1997 dans l'African Journal of Science.
Les empreintes fossiles ont été trouvées dans le sud-ouest de l'Afrique du Sud, à environ 100 km au nord-ouest du Cap, dans le Parc national de la Côte Ouest, province du Cap-Occidental. Elles ont été déplacées au South African Museum, au Cap, pour les préserver, tandis qu'une réplique en béton les a remplacées sur la plage de Langebaan.

## Description
Les empreintes mesurent environ 22 cm de longueur, ce qui correspond à une pointure de chaussures de 35. On peut voir distinctement sur une des empreintes la trace du gros orteil, de la voûte plantaire et du talon. David Roberts pense que les empreintes appartiennent à une femme mesurant environ 1,50 m et ressemblant à une femme actuelle.
Selon Berger et Roberts, les empreintes auraient été faites sur une dune pendant un orage. Le vent a rempli de sable les empreintes mouillées. Elles ont ensuite été enterrées à une profondeur de neuf mètres. Le sable et des coquillages broyés ont durci les roches sédimentaires comme du ciment, protégeant ainsi les empreintes.

## Datation
Les traces de pas ont été datées de 117 000 ans.

## Vestiges archéologiques
L'équipe a découvert des outils de pierre à proximité, dans une couche datée de la même époque : un nucléus, des racloirs, des lames et une pointe de lance. L'équipe a aussi découvert des traces d'ocre, laissant penser que l'auteur des traces aurait pu porter cette poudre colorée.

## Analyse
L'auteur des empreintes vivait au moment de l'émergence de l'Homme moderne en Afrique, et c'était probablement un représentant de l'espèce Homo sapiens, quoique les pieds humains aient atteint leur forme moderne dès l'espèce Homo ergaster, comme le montrent les traces de pas d'Ileret, découvertes au Kenya en 2007 et datées de 1,52 Ma. Compte tenu de leur datation, les empreintes d'Afrique du Sud pourraient néanmoins être les traces de pas les plus anciennes connues de l'espèce Homo sapiens.